# Bilka (film)
Bilka er en dansk kortfilm fra 1996 instrueret af Flemming Lyngse.